# Otočje Antipodes
Otočje Antipodes (maorski: Moutere Mahue  Napušteni otok) je negostoljubivo i nenaseljeno vulkanski otočje u subantarktičkim vodama južno od – i teritorijalno je dio – Novog Zelanda. Otočje površine 21 km2 nalazi se 860 km jugoistočno od otoka Stewart/Rakiura, i 730 km sjeveroistočno od otočja Campbell.
Skupinu otoka čini jedan glavni otok, otok Antipodes, površine od 20 km2, otok Bollons na sjeveru i brojni mali otočići. 
Otoci su jedni od novozelandskih udaljenih otoka. Neposredni su dio Novog Zelanda, ali nisu dio nijedne regije ili okruga, već su područje izvan teritorijalne uprave, kao i svi ostali udaljeni otoci osim Solanderovog otočja. 
Ekološki, otoci su dio ekoregije tundre subantarktičkog otočja Antipodes. Otoci su upisani na UNESCO-ov popis svjetske baštine, zajedno s ostalim subantarktičkim novozelandskim otocima. Otočna skupina je prirodni rezervat i nema općeg javnog pristupa. Oni su najjugoistočnija točka na svijetu izvan Antarktike. 

## Etimologija
Naziv je dobilo od grčkog izraza ἀντίποδες (anti = „nasuprot” i pous = „stopa”) za antipodu, tj. mjesto na zemlji koje je dijametralno suprotno nekom drugom mjestu. Vrlo su blizu točke koja je antipodna točka Normandiji u Francuskoj, što znači da je najudaljeniji grad Cherbourg-en-Cotentin u Francuskoj.
Skupina otoka je izvorno nazvana Penantipodes što znači 'pored antipoda', jer se nalazi blizu antipoda Londona (koji se nalazi oko 51,5°S, 180°W). S vremenom je ime skraćeno u Antipodi.

## Geografija
Vulkanski otoci Antipodes nalaze se 860 km jugoistočno od otoka Stewart/Rakiura. Otočje se sastoji od skupine negostoljubivih i nenaseljenih vulkanskih otočića ukupne površine kopna od 22 km2. Glavni otok Antipodes površine 20 km2, okružen je nizom otočića i obalnih tornjeva. Na sjeveru su otoci Bollons (2 km2, 1,200 m SI od sjevernog rta glavnog otoka) i uz njega manji otok Arcwhay, udaljen od Bollonsa samo 30 metara. Na zapadu su dva otoka Windward, udaljena 800 m, od kojih je najistočniji 600 m neposredno sjeverno od Cave Pointa, najzapadnije točke glavnog otoka i hridi Orde Lees. Tik uz središte istočne obale glavnog otoka, s kojom je povezan stjenovitom preprekom za vrijeme oseke, je Leeward.
Otoci su strmi, a litice i stjenoviti grebeni nižu većinu obala. Najviša točka je Mount Galloway na 366 m na sjeveru glavnog otoka, koji također čini dio posljednjeg aktivnog vulkana grupe. Mount Waterhouse, na jugozapadu Gallowaya, također doseže preko 360 m. Nekoliko drugih visina na glavnom otoku doseže iznad 200 m, kao i najviša točka otoka Bollons. Greben vrhova, Reliance Ridge, proteže se duž južne obale glavnog otoka. Nekoliko malih potoka teče s padina vrhova glavnog otoka, a najveći od njih je Dougall Stream, koji teče sjeveroistočno od istočnih padina planine Waterhouse do istočne obale nedaleko od svoje najbliže točke otoku Leeward. Potok Ringdove teče istočno duž sjevernih obronaka grebena Reliance da bi došao do velikog, stjenovitog zaljeva Ringdove na jugoistoku glavnog otoka. Daljnji istaknuti tok teče jugozapadno od sjeverozapadnih padina planine Waterhouse do zaljeva Stack na jugu poluotoka Cave Point, a četvrti teče sjeverno od padina planine Galloway, dopirući do mora zapadno od Sjevernog rta, blizu Reef Pointa.

### Otoci
Sljedeća tablica uključuje imenovane otoke prema zemljišnim podacima Novog Zelanda.
| Otok          | Površina (Ha) |
| ------------- | ------------- |
| Antipodes     | 2.014,8       |
| Bollons       | 52.6          |
| Leeward       | 12.5          |
| East Windward | 8.5           |
| West Windward | 7.0           |
| Archway       | 6.3           |
| Orde Lees     | 1.8           |
| Ukupno        | 2.103,7       |

## Povijest

### Prapovijest
Nema arheoloških dokaza o ljudskom posjetu otocima prije europskog otkrića otoka. Opisi krhotine rane polinezijske keramike otkrivene su 76 cm ispod površine na glavnom otoku 1886. godine, a smješteni u zbirkama Muzeja Novog Zelanda Te Papa Tongarewa nisu potkrijepljeni. Muzej nije uspio locirati takvu krhotinu u svojoj zbirci, a izvorna referenca na predmet u dokumentaciji muzejske zbirke ne ukazuje na polinezijske utjecaje.

### Lov na tuljane
Otočnu skupinu vidio je 25. ožujka 1800. kapetan Henry Waterhouse koji je zapovijedao HMS Relianceom. Matthew Flinders bio je prvi poručnik, a njegov mlađi brat Samuel bio je vezista na brodu; Samuel je pripremio kartu otoka. Waterhouse je izvijestio o prisutnosti tuljana. Godine 1803. Waterhouseov šogor George Bass podnio je zahtjev guverneru Philipu Gidleyu Kingu Novog Južnog Walesa za monopol u ribolovu od linije koja presijeca južni Novi Zeland od Dusky Sounda do luke Otago kako bi pokrila sve zemlje i mora na jugu, uključujući Otoci Antipodes, vjerojatno zato što je znao da su potonji dom velikim populacijama morskih tuljana. Bass je te godine otplovio iz Sydneya prema jugu i nikad se više nije čulo za njega, no njegove su informacije dovele do buma lovljenja tuljana na otocima 1805. do 1807. godine. U veljači 1805. prve grupe tuljana stigle su na otok s američkih škuna Favorite i Independence. Ubili su oko 60 000 tuljana tijekom godine koliko su bili stacionirani na otocima.
U jednom je trenutku bilo prisutno osamdeset ljudi; došlo je do bitke između američkih i britanskih bandi predvođenih i jedan teret od više od 80 000 koža — jedan od najvećih ikad isporučenih iz Australazije — bio je prodan u Cantonu za jednu funtu sterlinga po koži. Trgovinom su se bavili istaknuti sydnejski trgovci poput Simeona Lorda, Henryja Kablea i Jamesa Underwooda te Amerikanci Daniel Whitney i Owen Folger Smith. William W. Stewart, koji je tvrdio da je ucrtao otok Stewart, i vjerojatno William Tucker koji je pokrenuo maloprodaju konzerviranih maorskih glava, bili su prisutni tijekom procvata. Nakon 1807. lov na tuljane je bio povremen, a ulovi su bili mali, bez sumnje jer su životinje bile gotovo istrijebljene.

### Brodolomi
Mnogo kasniji pokušaj dovođenja stoke na otoke brzo su propadali. Kad je brod Spirit of the Dawn (sa 16 članova posade) potonuo uz obalu glavnog otoka 1893., jedanaest preživjelih članova posade provelo je 87 dana živeći kao brodolomnici na otoku, hraneći se sirovim zovojima, dagnjama i korijenjem, kada su na parobrodu NZGSS Hinemoa uočili zastavu koju su pomoci napravili od jedara.
Dobro opskrbljeno skladište za brodolomnike bilo je dostupno na drugom kraju otoka, ali slabo stanje preživjelih i planinski teren na otoku spriječili su ih u potrazi za spremištima.
Skladište je pronašla i koristila posada francuskog barka President Felix Faure, nasukanog u zaljevu Anchorage 1908., koji su bili zaglavljeni šezdeset dana dok ih nije spasio HMS Pegaz.
Posljednji brodolom na Antipodima bila je jahta Totorore koja je u lipnju 1999. nestala s dva članak posade: Gerryjem Clarkom i Rogerom Saleom.

### Prijedlozi za nuklearno testiranje
Godine 1955. britanska je vlada zatražila veliko mjesto udaljeno od naseljenih središta za testiranje novih termonuklearnih uređaja koje je razvijala. Razmatrani su razni otoci u južnom Pacifiku i Južnim oceanima, zajedno s Antarktikom. Admiralitet je predložio otočje Antipodes.

## Flora i fauna
Flora otočja je detaljno istražena, a uključuje i megabilje. Otoci su također dom brojnim vrstama ptica, uključujući endemsku Coenocorypha aucklandica meinertzhagenae (podvrsta kratkorepe šljuke), zelenu kozicu (Cyanoramphus unicolor), papigu kozicu Cyanoramphus hochstetteri, kao i nekoliko albatrosa, zovoja i pingvina, uključujući polovicu svjetske populacije antipodskih pingvina (Eudyptes sclateri).
Čini se da je izvorna populacija krznenih tuljana regionalno izumrla ili u ozbiljnoj opasnosti gdje su "Uplandski tuljani" nekada pronađeni na Antipodesu i otoku Macquarie znanstvenici tvrdili da su posebna podvrsta s debljim krznom, iako nije jasno jesu li ti tuljani bili genetski različiti.

### Važno područje za ptice
BirdLife International je skupinu Antipodes identificirao kao važno područje za ptice (IBA) zbog njezine važnosti kao mjesta za razmnožavanje nekoliko vrsta morskih ptica: žutouhe pingvine (Eudyptes chrysocome) i antipodske pingvine (Eudyptes sclateri), antipodske albatrose (Diomedea antipodensis), žutokljune albatrose (Thalassarche melanophris), sive albatrose (Phoebetria palpebrata), Thalassarche cauta steadi (povdrstu plahih albatrosa), sjeverni veliki burnjake (Macronectes halli) te sivosmeđe (Procellaria cinerea) i bjelobrke zovoje (Procellaria aequinoctialis).

## Zaštita
Kao i na mnogim drugim otocima, uneseni glodavci uzrokovali su probleme loveći autohtone divlje životinje. Kampanja "Million Dollar Mouse" pokrenuta je 2012. kako bi se prikupila sredstva za program iskorjenjivanja u sklopu projekta novozelandske vlade "Predator Free 2050". U zimi 2016. Odjel za očuvanje izveo je bacanje mamaca u ukupnoj težini od 65 tona iz tri helikoptera i s obučenim psima tražio preostale glodavce, što je eliminiralo procijenjenih 200.000 miševa na otoku Antipodes.
Skupina otoka okružena je morskim rezervatom Moutere Mahue / Antipodes Island površine 2,173 km2.
Otočje Antipodes je nenaseljeno i cijelo je pretvoreno u rezervat prirode. Ekološki, ono pripada novozelandskim subantarktičkim otočjima koji su zajedno upisani na UNESCO-ov popis mjesta svjetske baštine u Australiji i Oceaniji 1998. god.

## Daljnje čitanje
- Wise's New Zealand Guide (4th ed.; 1969). Dunedin: H. Wise & Co. (N.Z.) Ltd.
- "NGA-IWI-O-AOTEA". No. 59 (June 1967). Te Ao Hou – The Maori Magazine, pp. 43.
- Godley, E.J. The Botany of Antipodes Island. New Zealand Journal of Botany, 1989, Vol. 27: 531–563
- Entwisle, Peter (2005). Taka, A Vignette Life of William Tucker 1784–1817. Dunedin: Port Daniel Press. ISBN 0-473-10098-3ISBN 0-473-10098-3.
- Taylor, Rowley, (2006) Straight Through from London, the Antipodes and Bounty Islands, New Zealand. Christchurch: Heritage Expeditions New Zealand. ISBN 0-473-10650-7ISBN 0-473-10650-7.
- Marris, J.W.M. (2000): The beetle (Coleoptera) fauna of the Antipodes Islands, with comments on the impact of mice; and an annotated checklist of the insect and arachnid fauna. Journal of the Royal Society of New Zealand, 30: 169–195. ISSN 0303-6758ISSN 0303-6758 DOI:10.1080/03014223.2000.9517616  PDF
- Warham, J.; Johns, P.M. 1975: The University of Canterbury Antipodes Island Expedition 1969. Journal of the Royal Society of New Zealand, 5(2): 103–131. ISSN 0303-6758ISSN 0303-6758 Google books

## Vanjske poveznice
- Island Conservation: Antipodes Islands Project  Arhivirana inačica izvorne stranice od 4. kolovoza 2023. (Wayback Machine)
- Antipodes Islands  Arhivirana inačica izvorne stranice od 6. prosinca 2013. (Wayback Machine), Department of Conservation (engl.)